# Star Wars episodi III: La venjança dels Sith
Star Wars Episodi III: La venjança dels Sith (títol original en anglès Star Wars Episode III: Revenge of the Sith Arxivat 2020-07-22 a Wayback Machine.) és cronològicament el tercer episodi de la sèrie La guerra de les galàxies i el sisè en ordre de llançament. Va ser llançat el 2005, 28 anys després de la primera pel·lícula, Star Wars episodi IV: Una nova esperança. Aquesta pel·lícula ha estat doblada al català.
La pel·lícula transcorre tres anys més tard de l'inici de les guerres clon. Els cavallers jedis s'estenen per tota la galàxia amb un enorme exèrcit de clons en la guerra contra els separatistes. El Consell jedi envia el mestre Obi-Wan a eliminar el general Grievous, líder de l'exèrcit separatista. Mentrestant, el mestre Anakin Skywalker, separat d'Obi-Wan, creix prop de Palpatine, el canceller de la República Galàctica que d'amagat és també Darth Sidious. La seva profunda amistat posa en perill l'Orde jedi, la República i el mateix Anakin, que acaba sucumbint al costat fosc de la força per convertir-se en Darth Vader. Aquest fet canvia el destí de la galàxia per sempre.
Lucas va començar a escriure el guió de la pel·lícula abans que comencés la producció de L'atac dels clons. El rodatge, que va tenir lloc principalment a Austràlia, amb l'addició de certes escenes a Tailàndia i Itàlia, va durar tres mesos. Va ser estrenada el 19 de maig de 2005 i va rebre crítiques generalment positives per part dels crítics, especialment en contrast amb les dues preqüeles anteriors.
Va batre diversos rècords de taquilla durant la primera setmana i ha arribat a recaptar fins a 848 milions de dòlars a tot el món, essent la segona pel·lícula més taquillera de la saga de Star Wars (sense ajustar per la inflació). Va ser la pel·lícula més taquillera del 2005 als Estats Units i la segona en tot el món, per darrere de Harry Potter i el calze de foc. L'agost de 2014, era encara la 38a pel·lícula més taquillera de tots els temps. El 2012, després de l'adquisició de Lucasfilm per The Walt Disney Company, va ser anunciada la seqüela de la trilogia de Star Wars. Star Wars Episode VII: The Force Awakens es llançà el desembre de 2015.

## Argument
Les guerres clon continuen i el canceller Palpatine ha estat segrestat pel líder separatista de la Confederació de Sistemes Independents, el general Grievous. Els jedis Obi-Wan Kenobi i Anakin Skywalker encapçalen una missió per rescatar el canceller i detenir Grievous. No obstant això, el general aconsegueix escapar de l'atac sorpresa. Obi-Wan i Skywalker aconsegueixen detenir el lord sith Comte Dooku, qui és assassinat per Skywalker, i rescatar Palpatine. Després del seu rescat i haver-lo deixat fora de perill al planeta Coruscant, Palpatine nomena Anakin el seu representant directe davant l'Alt consell jedi, una decisió que causa malestars i desacords amb l'Orde jedi en considerar-la com a intromissió de Palpatine i la política en les decisions de l'Alt consell.
D'altra banda, Anakin arriba a la seva llar i s'assabenta que la seva dona Padmé Amidala està embarassada. Aquella mateixa nit, comença a ser pertorbat per nombrosos malsons, en ells té visions de la Padmé morint durant el part, similars a les que tenia de la seva mare poc abans de morir.
L'endemà, Obi-Wan explica discretament a Anakin que l'Alt consell li ha assignat la tasca d'espiar el canceller per la seva presumpta corrupció al Senat Galàctic. Això no obstant, el jove jedi no està completament segur si hauria d'assumir aquesta ordre, ja que el canceller s'ha convertit en el seu "amic i conseller".
Per una altra banda, Obi-Wan es troba a Utapau per capturar el general Grievous. L'Orde jedi confia que, amb la detenció de l'últim líder separatista, la guerra acabarà amb la victòria de la República Galàctica. Mentrestant, a Coruscant, Anakin s'adona que Palpatine coneix massa detalls sobre el costat fosc de la força, pel que comença a desconfiar d'ell fins al punt de reconèixer que és el mateix Darth Sidious. El mestre jedi Mace Windu, quan se n'assabenta, acudeix a l'oficina de Palpatine, al costat d'altres tres mestres de l'ordre, per empresonar Palpatine pel delicte de traïció a la República i comença un duel de sabres de llum entre ells. Quan Anakin arriba es troba Palpatine (descobert físicament, en la seva veritable identitat, com a Darth Sidious) ferit i desarmat per Windu, que pretén assassinar-lo. En la seva caiguda al costat fosc, Anakin desarma Windu tallant-li la mà amb la qual sostenia el sabre de llum. Desprotegit davant Sidious, Windu és assassinat pels atacs morichr produïts pel lord sith. Després d'assassinar Windu, Sidious tria Anakin com el seu nou aprenent i li dona el nom de Darth Vader.
Anakin, ara descobert en la nova identitat, jura lleialtat al seu nou mestre i comença a executar les seves ordres amb l'ús del costat fosc de la força. La seva primera missió, com a aprenent de Sidious, és acudir al Temple Jedi per assassinar tots els nens de l'Orde jedi. Al seu torn, Sidious dona ordres precises als clons actius en la galàxia per eliminar els seus respectius generals jedis mitjançant la promulgació d'una directiva programada sota l'ordre secreta 66. Amb aquesta resolució, la majoria dels mestres jedis són assassinats per les seves pròpies tropes de combat. Únicament els jedis Yoda i Obi-Wan aconsegueixen sobreviure (a l'univers expandit apareixen més jedis supervivents). Mentrestant Darth Vader, després d'assassinar tots els nens i joves aprenents, acudeix on està Padmé per revelar-li que l'Orde Jedi ha intentat apoderar-se de la República i trair el senat.
Al Senat galàctic, Sidious (en el seu paper de canceller Palpatine) informa els senadors del presumpte complot organitzat per l'Orde jedi per enderrocar la República i apoderar-se de la galàxia. Com a solució, planteja la reorganització de la mateixa en un nou sistema polític, l'Imperi Galàctic. La mesura correctiva és aprovada per tots els senadors presents en aquest moment, posant fi a la República Galàctica.
El canceller Palpatine ordena al seu nou aprenent Lord Vader que vagi al planeta miner dels volcans Mustafar per trair i assassinar tots els membres de l'Aliança de la Confederació Separatista, posar fi a la guerra i aconseguir la victòria que el convertirà en l'Emperador.
A la seva arribada al planeta Mustafar, Anakin explica a Padmé el seu pla per enderrocar lord Sidious i en el futur, governar la galàxia amb ella al seu costat. Padmé respon que no pot donar-li suport en la idea de convertir-se al costat fosc. Obi-Wan baixa de la nau on viatjava ocult, interromp la seva discussió i Anakin, furiós, acusa Padmé de trair-lo mentre intenta asfixiar-la a través de la força, Obi-Wan aconsegueix convèncer Anakin perquè l'alliberi i intenta raonar amb ell, però s'adona que Anakin es troba consumit pel costat fosc de la força; comença un duel de sabres de llum que acaba amb la victòria d'Obi Wan.
Obi-Wan abandona el planeta Mustafar deixant el seu exaprenent morint-se amb les extremitats amputades i amb cremades per tot el cos. No obstant això, poc després el canceller Palpatine, que sospita que el seu nou aprenent necessitava ajuda, el rescata. El cos de Vader és sotmès a una curació artificial de les seves ferides, se li implanten cames i un nou braç artificial i és introduït a l'interior d'un vestit metal·litzat de color negre i un casc del mateix color que li atorga una nova aparença robòtica.
A bord de la nau espacial Tantive IV, Padmé rep assistència mèdica per una complicació sorgida en el seu embaràs. Malgrat els intents mèdics per rescatar-la, ella perd la voluntat de viure després de conèixer la conversió d'Anakin. Abans de morir, dona a llum un nen i una nena, anomenats Luke i Leia respectivament. Obi-Wan, Yoda i Bail Organa decideixen mantenir ocults i separats els fills de Padmé i Anakin; Leia és adoptada pel senador Organa i la seva dona i va a viure a Alderaan, Luke és portat a Tatooine per viure amb Owen Lars, el germanastre d'Anakin i amb la seva dona Beru. Obi-Wan vigilarà Luke i Yoda viurà exiliat al planeta Dagobah, esperant que creixin els fills de Padmé i Anakin, les úniques esperances de rescatar la galàxia del nou Imperi Galàctic, encapçalat per l'emperador sith Darth Sidious. Al final es pot apreciar Darth Vader i l'emperador mirant la construcció de l'Estrella de la mort.

## Repartiment

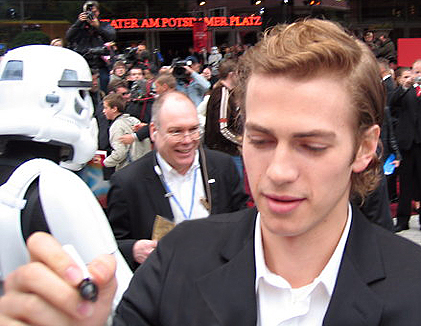
Hayden Christensen, que interpreta Anakin Skywalker, firmant autògrafs durant l'estrena de la pel·lícula l'any 2005 a Berlín.

- Ewan McGregor com a Obi-Wan Kenobi: és un dels generals de la República galàctica i mestre jedi del Consell jedi. Viatja molt sovint amb el seu amic i aprenent, Anakin.
- Hayden Christensen com a Anakin Skywalker/Darth Vader: Anakin és un recent mestre jedi i heroi de les guerres clon. En descobrir que la seva esposa està embarassada, comença a tenir visions on ella mor durant el part. Va tenir visions similars sobre la mort de la seva mare i es va prometre a si mateix que faria qualsevol cosa que estigués a les seves mans per evitar-ho, aquesta determinació és la que el fa caure al costat fosc de la força al final de la pel·lícula i l'acaba convertint en Darth Vader. Pel que fa a James Earl Jones, que no apareix en els crèdits, possiblement és qui posa veu a Darth Vader a l'escena final, no obstant això, quan se li va preguntar a Jones si era ell, va respondre: "Això li hauries de preguntar a Lucas, jo no ho sé".[5] En un comentari de l'edició per a DVD, edició on tampoc surt en els crèdits, diu: "Un veritable fan de Star Wars sabria la resposta".[6]
- Natalie Portman com a Padmé Amidala: esposa en secret de l'Anakin, qui es queda embarassada d'una bessonada. Com a senadora de Naboo, està preocupada amb el poder creixent de Palpatine i el comportament cada vegada més erràtic del seu marit.
- Ian McDiarmid com a Canceller Palpatine/Darth Sidious: canceller suprem de la República galàctica, va ser l'encarregat d'autoritzar l'inici de les guerres clon contra els separatistes. Com a resultat, el senat vota els poders d'emergència convertint-lo a la pràctica en un dictador. Amb el temps, es converteix en el mentor de l'Anakin, manipulant-lo i fent-lo desconfiar dels jedis. En realitat Palpatine és el sith Darth Sidious, qui acaba destruint l'Orde jedi i porta Anakin al costat fosc.
- Frank Oz dona veu a Yoda: mestre jedi del Consell jedi vell i savi. Té un paper important en la batalla de Kashyyyk.
- Samuel L. Jackson com a Mace Windu: mestre jedi del Consell jedi i un dels generals de les guerres clon.
- Matthew Wood dona veu al General Grievous: general cíborg dels separatistes. És el responsable del segrest de Palpatine al principi de la pel·lícula. Expert en la lluita amb espases làsers, es caracteritza per tenir quatre braços i usar una espasa en cada un. Les seves espases a més de vermelles són blaves i verdes, dels jedis que ha matat anteriorment.
- Jimmy Smits com a senador a Bail Organa: senador de la República galàctica i amic dels jedis, igual que la senadora Amidala està preocupat amb el poder creixent de Palpatine. És el pare adoptiu de la princesa Leia Organa.
- Anthony Daniels com a C-3PO: robot personal de protocol de Padmé Amidala, va ser creat per l'Anakin quan era un nen.
- Kenny Baker com a R2-D2: robot astromètric d'Anakin Skywalker.
- Silas Carson com a Nute Gunray i Ki-Adi-Mundi: Gunray és el virrei de la Federació de comerç. Desconfia de Grievous i s'atreveix a qüestionar el seu lideratge. Ki-Adi-Mundi és un mestre jedi que s'asseu al Consell jedi i un general en les guerres clon.
- Temuera Morrison com a comandant Cody i soldats clons: són l'exèrcit de la república. Són els clons del caça-recompenses Jango Fett.
- Christopher Lee com a Comte Dooku/Darth Tyranus: líder sith i superior de Grievous.
- Peter Mayhew com a Chewbacca: wookiee amic del mestre Yoda, participa en la batalla de Kashyyyk.

El 2004 es va anunciar que Gary Oldman seria qui posaria veu al general Grievous; no obstant això, les negociacions es van complicar i per aquest motiu hagués pogut ser expulsat de la Screen Actors Guild per violar les normes del sindicat. Al final, ell mateix va refusar el paper. Matthew Wood, que finalment va donar veu a Grievous, digué que Oldman és un amic de Rick McCallum, productor de la trilogia preqüela de Star Wars, i que va gravar una audició com un favor per a ell, però finalment no va ser triat. Wood, que també va ser el supervisor d'edició de so, va ser l'encarregat de les audicions i va presentar una audició anònima enmig de 30 més, sota les inicials "AS" per Alan Smithee. Dies després va rebre una trucada telefònica preguntant pel nom complet de les inicials "AS". Una notícia falsa afirmava que John Rhys-Davies també va ser considerat per al paper.

### Cameos
Lucas apareix a Coruscant amb la cara blava i sota el nom de baró Papanoida, és la seva única aparició en la saga Star Wars. Els seus tres fills també apareixen fent cameos: el seu fill Jett, és un jove padawan anomenat Zett Jukassa que és assassinat mentre lluita contra un batalló de clons; la seva filla Amanda, és un personatge anomenat Terr Taneel que apareix en un holograma de seguretat i la seva segona filla Katie és una pell blava pantorana anomenada Chi Eekway, apareix juntament amb Palpatine després de ser salvat pels jedis. Quan Anakin, Obi-Wan i Palpatine arriben a través del servei de transport als molls del Senat després d'un aterratge forçós a Coruscant, es pot veure el Falcó Mil·lenari aterrant en una de les plataformes de fons.

L'actriu neozelandesa Keisha Castle-Hughes apareix com a reina Apailana de Naboo.
Gran part de l'equip tècnic també va fer cameos en la pel·lícula. Nick Gillard, coordinador d'especialistes, apareix com un jedi anomenat Cin Drallig (el seu nom lletrejat al revés, sense la k). Jeremy Bulloch (qui apareix com a Boba Fett en la trilogia original), apareix com a capità Colton, pilot rebel de la Tantive IV.

## Producció

### Guió

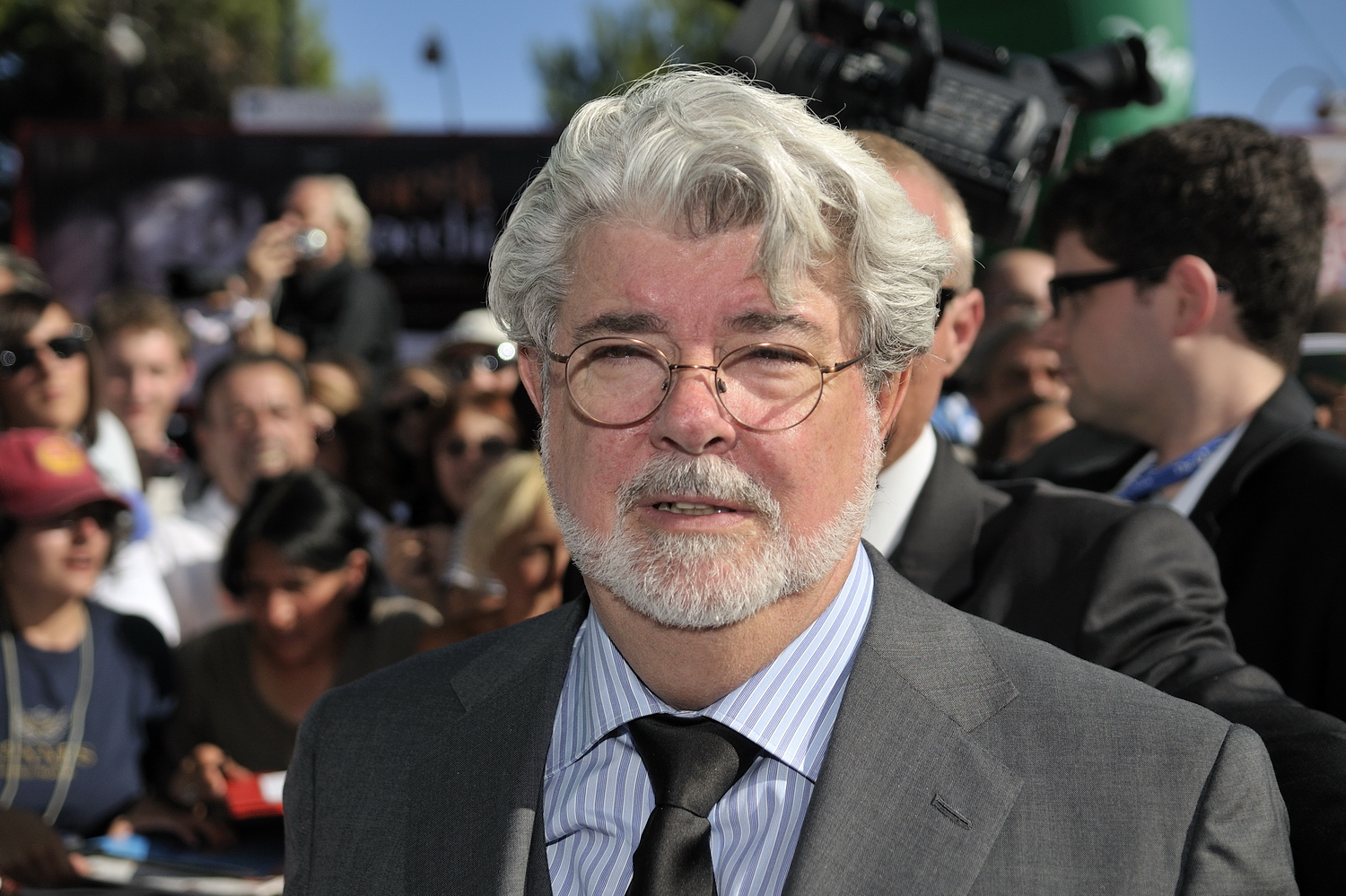
George Lucas, director i guionista del film, en una imatge del 2009.

Lucas va començar a desenvolupar la base del guió quan va començar a traçar la història de Star Wars, el 1973. Més endavant va aclarir que per aquell moment només havia ideat la concepció de la saga, no va ser fins anys més tard que va començar a desenvolupar els detalls i a donar-li forma. Va començar a desenvolupar el guió abans i tot de començar amb la producció de L'atac dels clons. Lucas va revisar la història durant un estiu i la va reorganitzar radicalment. Michael Kaminski, a The Secret History of Star Wars, explicà que Lucas va trobar falles en la caiguda d'Anakin al costat fosc, i per això va fer canvis importants. Per exemple, en lloc d'obrir la pel·lícula amb diverses batalles de les guerres clon, va decidir centrar-se en Anakin, el primer acte de la pel·lícula acaba amb l'assassinat del compte Dooku, una acció que assenyala el seu descens cap al costat fosc.
Un nombre significatiu de fans van especular a Internet el possible nom: alguns deien que el títol seria Rise of the Empire, altres que seria The Fear Creeping (títol que va ser "confirmat" a la web oficial el dia dels sants innocents) o Birth of the Empire. Més endavant, el mateix George Lucas va confirmar el títol de La venjança dels Sith. El títol fa referència a Revenge of the Jedi, el títol original de El retorn del Jedi, va canviar el títol unes setmanes abans de l'estrena de la pel·lícula, amb el motiu que un jedi no parla de venjança.
A partir de la reorientació de la pel·lícula en la història de l'Anakin, Lucas va haver d'eliminar diverses escenes que tenia escrites en L'atac dels clons. Va prometre als seus fans que desvelaria els secrets que hi havia després dels successos del planeta Kamino. No obstant això, va abandonar aquest guió per tal de dedicar més temps a la història de l'Anakin, per tant va haver de deixar aquest assumpte sense resoldre. Com a solució al compromís, va permetre a l'escriptor James Luceno explicar el misteri de la supressió de Kamino i els orígens de l'exèrcit clon en la seva novel·la Labyrinth of Evil, que forma part de l'univers expandit de la saga.
En una idea original, s'havia plantejat incloure més referències en la trilogia original, es va escriure una escena on apareixia un jove Han Solo de deu anys a Kashyyyk, finalment l'escena va ser eliminada. També es va escriure una escena en la qual Palpatine li revela a Anakin que ha estat creat a partir midiclorians, i per tant, que és el seu "pare", un clar paral·lelisme amb la revelació de Vader a Luke a L'Imperi Contraataca.
Després de completar la fotografia principal el 2003, Lucas encara va fer més canvis en el personatge de l'Anakin, va destacar les seves motivacions a convertir-se al costat fosc. Va aconseguir aquests canvis a través de l'edició de les imatges principals i amb el rodatge de noves escenes en pick-ups el 2004. En les versions anteriors, Anakin va tenir una miríada de raons per tornar-se al costat fosc, una de les quals era la seva creença sincera que els jedis estaven conspirant per aconseguir el poder de la República. Tot i ser un dels motius en el rodatge final, mitjançant la revisió i rerodatge de moltes escenes, Lucas va destacar el desig d'Anakin a salvar la vida de la Padmé. Així, en la versió que va arribar als cinemes, Anakin cau al costat fosc principalment per salvar-li la vida.

### Disseny d'art
Després de la presentació del primer projecte de guió, el departament d'art va començar a dissenyar les diferents formes en què cada element podia aparèixer a la pantalla.
Pel decorat de Kashyyyk, es van inspirar en l'Star Wars Holiday Special. Durant un període de diversos mesos, Lucas va aprovar centenars de dissenys per la pel·lícula. Més tard va reescriure escenes senceres i seqüències d'acció que corresponien a certs dissenys que havia triat. Els dissenys van ser enviats a previsualització per crear versions CGI en moviment, coneguts com a "animatics". Ben Burtt va editar les escenes sota les ordres de Lucas per veure com quedarien abans no fossin filmades. A Steven Spielberg se li va permetre anar al departament de disseny d'art i en la previsualització de diverses seqüències d'acció de La venjança dels Sith. Més tard, el disseny d'art i les previsualitzacions van ser enviades al departament de producció per començar el rodatge de la pel·lícula mitjançant la construcció dels diferents conjunts, accessoris i disfresses. Per a determinar els conjunts requerits, Lucas analitzà cada escena amb el personal per veure en quins moments els actors tenien un major contacte amb el conjunt, garantint el conjunt que es construiria.

### Rodatge
Tot i que la primera escena filmada va ser rodada juntament amb l'escena final de L'atac dels clons el 2000, el rodatge de la pel·lícula va ser del 30 de juny al 17 de setembre de 2003. Va ser rodada íntegrament als Fox Studios Australia a Sydney, pràcticament tots els fons van ser rodats en diferents llocs i sobreposats posteriorment en la producció. Aquests inclouen les muntanyes de pedra calcària que representen Kashyyyk, que es va filmar a Phuket, Tailàndia (posteriorment van ser danyats pel terratrèmol de l'oceà Índic de 2004 i el posterior tsunami). La productora també va tenir la sort d'estar filmant al mateix temps que la muntanya Etna va entrar en erupció a Itàlia. L'equip de càmeres va rodar diversos angles del volcà que més tard va empalmar al fons dels animatics i la versió final de la pel·lícula van servir per representar el planeta Mustafar.
Durant el rodatge de les escenes dramàtiques claus, Lucas va fer servir una "càmera A" i una "càmera B", o la "tècnica de V", un procés que consisteix a rodar amb dues o més càmeres al mateix temps amb la finalitat d'obtenir diversos angles de la mateixa seqüència. Gràcies a la tecnologia HD usada per a la pel·lícula, els realitzadors van ser capaços d'enviar imatges als editors el mateix dia que van ser rodades, un procés que anteriorment requeria esperar unes 24 hores després de la gravació. El planeta Mustafar va ser creat per l'editor Roger Barton a Sydney. La resta del material va ser enviat i portat a l'editor Ben Burtt a Skywalker Ranch, Califòrnia.
Els actors Hayden Christensen i Ewan McGregor van començar a assajar el combat d'espases làsers molt abans de rodar l'escena en la qual lluiten. Van entrenar amb el coordinador d'especialistes Nick Gillard per memoritzar tot el duel. Igual que en les dues pel·lícules anteriors, McGregor i Christensen van interpretar les seves pròpies escenes de lluita de sabre de llum sense l'ús de dobles. La velocitat a la qual Anakin i Obi-Wan lluiten en el seu duel és més ràpida que la del rodatge, tot i que hi ha casos en què es van eliminar els marcs individuals per augmentar encara més la velocitat de moviments en particular. Un exemple d'això es veu quan Obi-Wan colpeja cap avall a Anakin després de l'aplicació d'una clau de braç en la primera meitat del duel.
La venjança dels Sith és l'única pel·lícula de Star Wars on l'Anakin i Darth Vader són interpretats pel mateix actor. Christensen va comentar en un principi que Vader és simplement un "paio alt" en un vestit, però abans de rodar les escenes van haver de fer-li el vestit a mida amb un aspecte molt gran i musculat.

### Efectes especials
El departament de postproducció va començar a treballar durant el rodatge i va continuar fins unes poques setmanes abans de l'estrena. Els efectes especials van ser creats usant gairebé tots els formats, incloent-hi el treball de model, CGI i efectes pràctics. La pel·lícula consta de 2.151 escenes amb efectes especials, un rècord mundial. Es va trigar aproximadament dos anys a completar-les.

### Escenes eliminades
Durant el procés de creació de la pel·lícula Lucas i el seu equip van eliminar moltes escenes, algunes d'elles rodades i editades completament.
Van eliminar totes les escenes on apareixien un grup de senadors (incloent-hi a Padmé, Bail Organa i Mon Mothma) que organitzen una aliança per evitar que el canceller obtingués més poders. Tot i tractar-se fonamentalment del naixement de l'Aliança Rebel, les escenes van ser descartades per aconseguir un major enfocament en la història d'Anakin. L'escena on en Yoda arriba a Dagobah i comença el seu autoimposat exili va ser retallada, tot i ser eliminada també en la versió en DVD, McCallum va dir que esperava que Lucas l'afegís en el llançament de les sis pel·lícules juntes.
Moltes escenes relatives a les morts dels jedis durant l'execució de l'ordre 66 van ser eliminades, entre elles les morts de Barriss Offee i Luminara Unduli. L'escena de la mort de Shaak Tu a bord de la Mà Invisible (que es pot veure en el DVD de la secció d'escenes eliminades) es considera no-canònica, ja que es va confirmar més tard que estava viu i apareix a The Force Unleashed i la seva campanya multimèdia.
Bai Ling va filmar escenes de menor importància, fa el paper d'una senadora, però van ser eliminades durant el procés d'edició. Segons Ling, el motiu va ser perquè va posar per a l'edició de juny 2005 de la revista Playboy, l'aparició als quioscos va coincidir amb el llançament de maig de la pel·lícula. No obstant això, Lucas ho va negar i va dir que s'havia decidit tallar l'escena abans d'aquest fet, juntament amb les escenes de la seva pròpia filla.

## Edicions
La venjança dels Sith va ser estrenada fora de competició (16 de maig) del Festival Internacional de Cinema de Canes de 2005. La seva estrena als cinemes en la majoria d'altres països es va dur a terme el 19 de maig, aniversari del llançament de: The Phantom Menace el 1999, Una nova esperança el 1977 i El retorn del Jedi el 1983. L'empresa de recol·locació global Challenger, Gray & Christmas va afirmar una setmana abans de l'estrena que la pel·lícula podria haver costat a l'economia americana aproximadament 627 milions de dòlars en pèrdua de productivitat a causa dels empleats que es van prendre un dia lliure o van fer veure que estaven malalts. Grauman's Chinese Theatre, el cinema tradicional en les estrenes de Star Wars, no la va projectar en aquesta ocasió. No obstant això, un grup de persones es va quedar allà durant més d'un mes amb l'esperança de fer-los canviar d'opinió. La majoria d'aquesta gent va aprofitar una oferta per veure la pel·lícula en un cinema proper, Cinemes ArcLight (abans el "Cinerama Dome"). El 16 de maig, l'Empire Cinema de Leicester Square de Londres, va organitzar una jornada maratoniana de Star Wars amb la projecció de les sis pel·lícules, un exèrcit de soldats d'assalt imperials "van vigilar la zona", i a la Royal Philharmonic Orchestra va oferir un concert gratuït de música de Star Wars.

### Còpia de muntatge
Una còpia de la pel·lícula es va filtrar a les xarxes d'intercanvi d'arxius d'igual a igual tot just unes hores després de l'estrena als cinemes. La pel·lícula era una còpia de treball amb data i hora, cosa que suggeria que podia haver vingut de dins de la indústria i no d'algú que ho hagués gravat en una preestrena. Vuit persones van ser posteriorment acusades d'infracció de drets d'autor i distribució de material il·legal. Els documents presentats pel fiscal de districte de Los Angeles al·leguen que una còpia de la pel·lícula va ser robada d'una oficina per un empleat, que més tard es va declarar culpable dels càrrecs. Es van condemnar finalment set persones per la còpia il·legal i també a una vuitena que es va declarar culpable de pujar-la a una xarxa P2P Playstation.
Poc després, es va filtrar una nova còpia que va ser llançada a Shanghai com un DVD pirata amb subtítols en xinès. El productor desconegut d'aquest DVD, per raons inexplicables, també va optar per incloure subtítols en anglès, que eren, de fet, traduïts de nou a partir de la traducció al xinès, en lloc d'utilitzar el guió original. Aquesta traducció va ser particularment inepte, traduint molts personatges de forma literal i fent perdre el significat de les paraules, el títol de la pel·lícula, per exemple, es va traduir a Guerra de les Galàxies - El tercer recull - L'esquena de l'oest. Un error en la traducció que es repeteix diverses vegades en la pel·lícula és que la paraula "sembla" (好象) que es tradueix com a "bon elefant" o que el Consell Jedi es convertís en l'Església Presbiteriana. La traducció incorrecta va causar també que la paraula "fuck" (una traducció incorrecta de "treball") aparegui en quatre ocasions en els subtítols, i van traduir el crit de "noooooooo" (不要) de Darth Vader com "No vull". Aquest últim error de traducció que més tard es va popularitzar com un fenomen d'Internet.

### Classificació
La venjança dels Sith és l'única pel·lícula de la saga que va rebre una classificació de PG-13 per la MPAA, oficialment per "la violència d'algunes escenes i certes imatges intenses", especialment per a l'escena en la qual Darth Vader s'incendia en una roca fosa. Alguns crítics, incloent-hi Roger Ebert i Richard Roeper, van afirmar que els nens podrien veure la pel·lícula sempre que tinguessis el permís dels seus pares, i que per tant havia de tenir la categoria de PG. Mesos abans, el mateix Lucas digué a la MPAA que la pel·lícula havia de tenir la classificació de PG-13 perquè el final de l'Anakin és molt més fosc i intens que en les altres cinc pel·lícules. Totes les pel·lícules publicades anteriorment van rebre una classificació PG. La classificació PG-13 encara no existia quan es van estrenar les pel·lícules de la trilogia original, però, quan aquestes van ser posteriorment representades a la MPAA a causa dels canvis en les versions de les reedicions. Van rebre novament la valoració PG.
Quan La venjança dels Sith va ser estrenada al Canadà, se li va donar una qualificació de PG en la majoria de les províncies, excepte al Quebec, on va ser qualificada de G. Al Regne Unit va rebre una qualificació de 12A. A Austràlia, la pel·lícula va ser qualificada M per a públic adult (similar a PG-13).

### Edició domèstica
La pel·lícula va ser posada a la venda en DVD el 31 d'octubre de 2005 al Regne Unit, el 5 de novembre als Estats Units i Canada i en el mateix o els següents dies a la majoria dels països restants. El DVD compta amb dos CDs. A diferència d'altres pel·lícules dirigides per Lucas, La venjança dels Sith va ser llançada en DVD sense alteracions notables del tall teatral original de la pel·lícula. L'única modificació introduïda va ser el canvi d'una transició d'una escena a prop del final.
El DVD inclou una sèrie de documentals, un dels quals de llarga durada, així com dos curtmetratges, un explora la profecia d'Anakin Skywalker com l'elegit i l'altre està enfocat als especialistes. També inclou una col·lecció de 15 peces dels documentals des del lloc web oficial. Igual que els altres llançaments en DVD, inclou un seguit de comentaris d'àudio de: Lucas, el productor Rick McCallum, el director d'animació Rob Coleman i els supervisors d'efectes visuals ILM John Knoll i Roger Guyett. Sis escenes eliminades van ser incloses amb les presentacions de Lucas i McCallum. També inclou una demo del videojoc per a Xbox Star Wars: Battlefront II juntament amb un tràiler del videojoc per a PC Star Wars: Empire at War.
A més a més, es va vendre, només a les tendes Wal-Mart, un pack especial amb dos DVD on s'incloïa l'extra The Story of Star Wars (La història de Star Wars).
La venjança dels Sith va ser la primera pel·lícula de la saga que no es va llançar en VHS als Estats Units. No obstant això, sí que va sortir a la venda en aquest format a Austràlia, el Regne Unit i altres països.
El DVD va ser rellançat al mercat en un pack amb tota la trilogia preqüela el 4 de novembre de 2008. També va sortir a la venda en format Blu-ray Disc el 16 de setembre de 2011 en tres edicions diferents.

### Edició 3D
El 28 de setembre de 2010, es va anunciar que les sis pel·lícules de la saga serien reestrenades en format 3D. L'ordre d'estrena seria el cronològic intern de la saga, es començaria amb The Phantom Menace el 10 de febrer de 2012. Originalment La venjança dels Sith estava pensada per ser estrenada l'11 d'octubre de 2013 (posteriorment el 4 d'octubre del mateix any). No obstant això, el 28 de gener de 2013, Lucasfilm va anunciar que posposaven les estrenes dels episodis II i III per centrar-se al 100% en Star Wars: Episode VII.

## Recepció

### Crítica

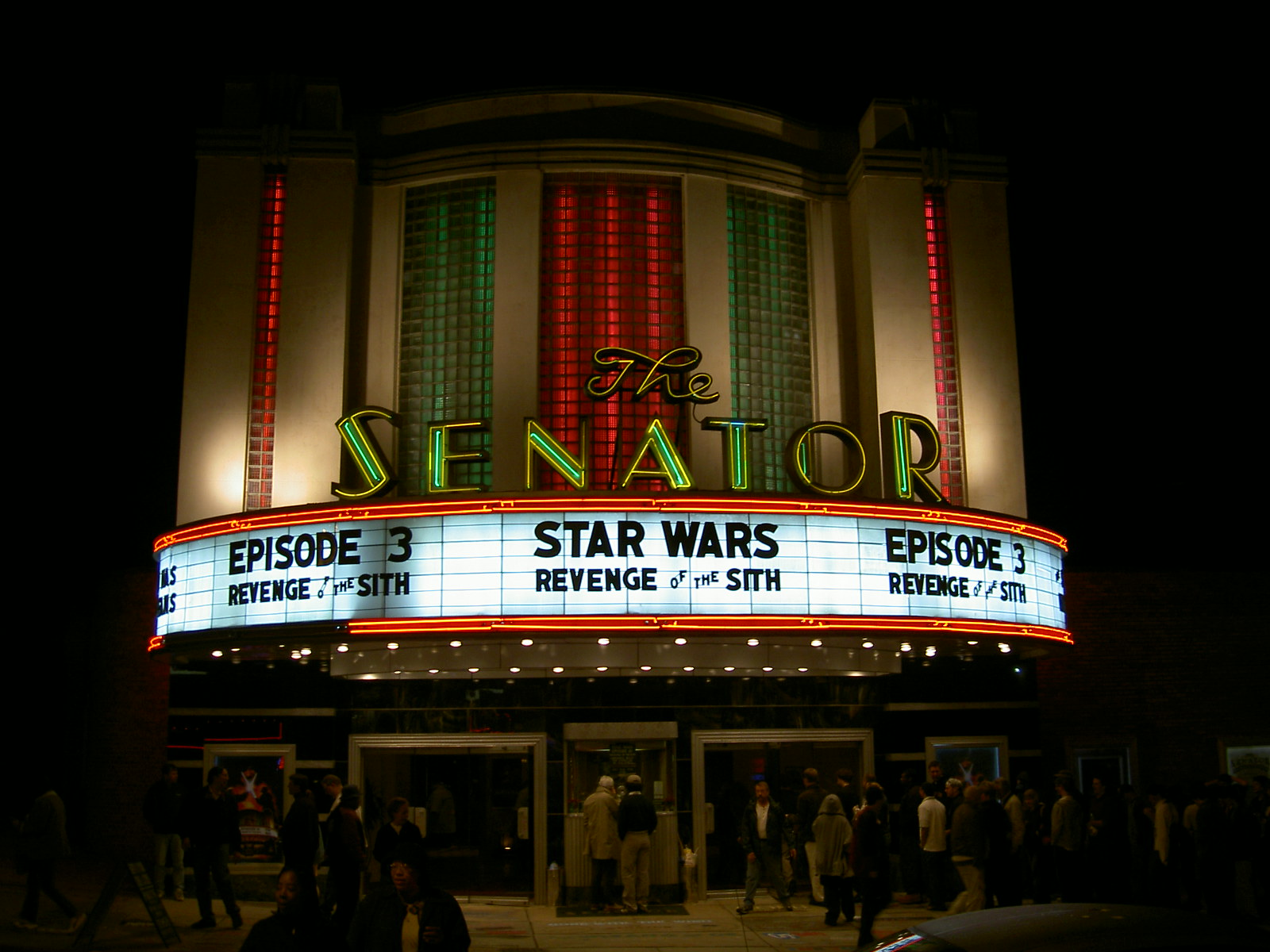
El Senator Theatre de Baltimore (Estats Units) el maig del 2005 per a l'estrena de la pel·lícula

Les crítiques de la pel·lícula van ser generalment positives. El lloc web Rotten Tomatoes li va donar una qualificació del 80% basada en 253 crítiques, la millor puntuació de la trilogia preqüela i la tercera amb millors crítiques. Alguns la consideren la millor pel·lícula de la preqüela. A. O. Scott del The New York Times va concloure que "és la millor de les quatre pel·lícules dirigides per Lucas", i que L'Imperi contraataca "és la millor pel·lícula de tota la saga". L'estiu de 2007 el lloc web Rotten Tomatoes va crear una llista de les 100 millors pel·lícules de ciència-ficció, La venjança dels Sith va quedar en la posició número 51. Jonathan Rosenbaum, un crític que va quedar disgustat amb Una nova esperança i L'Imperi contraataca, va elogiar la pel·lícula i va dir que té "una història relativament reflexiva". Roger Ebert del Chicago Sun-Times va atorgar a la pel·lícula 3,5 estrelles sobre un total de 4 i va escriure: "La força és molt més present en aquesta nova entrega, La venjança dels Sith és un gran entreteniment. Camille Paglia va elogiar la pel·lícula, va comparar algunes de les escenes amb obres de pintors moderns. Tot i que molts crítics i fans la van veure com una de les millors de la sèrie, o almenys, la més forta de les tres preqüeles, alguns la van veure més o menys al mateix nivell de The Phantom Menace i L'atac dels clons.
Molts dels crítics es van centrar en el diàleg, especialment en les escenes romàntiques, i en la interpretació Hayden Christensen (que va guanyar per segona vegada el Golden Raspberry al pitjor actor secundari). Crítics i fans van mostrar el seu descontentament amb frases com "Abraça'm, Ani. Abraça'm, igual com ho vas fer al llac Naboo… on no hi havia res més que el nostre amor" Els crítics van afirmar que això demostra que Lucas és un negat a l'hora d'escriure diàlegs, fet que el mateix director va admetre quan va rebre l'AFI Life Achievement Award de l'American Film Institute.
Alguns conservadors americans van criticar la pel·lícula, van al·legar que té un significat liberalista, que fa referències implícites al govern de George Bush i que és crítica contra la guerra d'Iraq. Algunes pàgines web van arribar a fer-li boicot. Lucas, per defensar la pel·lícula, va dir que el guió el va realitzar durant la guerra del Vietnam i que va ser influenciat per aquest conflicte i no pas pel d'Iraq. Va tenir en compte, no obstant això, que "Els paral·lelismes entre la guerra del Vietnam i la d'Iraq són increïbles".
El novembre de 2012, la crítica d'art Camille Paglia va escriure el seu llibre Glittering Images, que analitza 29 obres de cinema recents. En ell es diu: "El llarg final de La venjança dels Sith té més valor inherent artístic, poder emocional i impacte mundial que res més per tenir el nom de l'artista. És perquè el món de l'art és un pla folrat i es converteixen en una caixa de ressonància de l'opinió rebuda i intoxica amb excés de lloança. És com el vestit nou de l'emperador, les persones estan massa intimidades per admetre el que pensen en secret o el que puguin pensar amb els seus aclucalls. L'Episodi III personifica el moviment modern de l'art digital, més que cap altra pel·lícula dels últims 30 anys. Havia considerat l'ús de l'anime per al capítol de l'art digital del llibre, però no tenia la potència operística aclaparadora i sí la serietat de La venjança dels Sith de Lucas."

### Recaptació
La pel·lícula es va estrenar a 115 països i va recaptar prop de 850 milions de dòlars. Va guanyar 16,91 milions de dòlars entre les 2.900 sales de cinemes als Estats Units en la projecció de mitjanit. En total, va ingressar 50 milions el seu primer dia.
El 19 de maig, 4 dies després de la seva estrena, va aconseguir 4 rècords de taquilla: major projecció de mitjanit (anteriorment la tenia El Senyor dels Anells: El retorn del rei amb 8 milions), major ingrés en el dia de l'estrena (Spider-Man 2 amb 40,4 milions), major ingrés en un dia (Shrek 2 amb 44,8 milions) i major ingrés en un dijous (Matrix Reloaded amb 37,5 milions). Els seus rècords de major ingrés en un dia singular i major ingrés en el dia de l'estrena van ser superats el 7 de juny de 2006 per Pirates of the Caribbean: Dead Man's Chest, quan va arribar a recaptar fins a 55,5 milions d'euros i el de major projecció de mitjanit el 18 de juny de 2008 per El cavaller fosc amb 18,5 milions.
Encara conserva el seu rècord de major recaptació en un dijous. La pel·lícula va guanyar 158.500.000 dòlars en el seu primer període de quatre dies, l'anterior rècord estava en possessió de Matrix Reloaded (134.300.000), i es va unir juntament amb Spiderman, Matrix Reloaded i Harry Potter i el calze de foc com les úniques pel·lícules, per llavors, en fer 100 milions en tres dies. En vuit dies, va arribar a la marca dels 200 milions (rècord empatat amb Spider-man 2) i el dissetè dia, la pel·lícula va arribar el 300 milions (va superar el rècord de 18 dies de Shrek 2). Va ser, finalment, la tercera pel·lícula (després de Shrek 2 i Spiderman) en arribar als 350 milions.
La pel·lícula va deixar d'emetre's el 20 d'octubre de 2005, amb una recaptació total de 380.270.577 dòlars als Estats Units. Es va situar en el seu moment com la 16a pel·lícula més taquillera de tots els temps, la que més va recaptar als Estats Units el 2005 i la segona en tot el món després de Les Cròniques de Nàrnia: el lleó, la bruixa i l'armari.
Diversos països van ingressar més de 10 milions de dòlars: Austràlia (27,2 milions), França i Algèria (56,9 milions), Alemanya (47,3 milions), Itàlia (11,3 milions), Japó (82,7 milions), Mèxic (15,3 milions, Corea del Sud (10,3 milions), Espanya (23,8 milions) i Regne Unit i Irlanda (72,8 milions).

### Premis i nominacions
Tot i ser valorada com la millor pel·lícula de la trilogia preqüela, La venjança dels Sith va ser la que va rebre menys premis i nominacions. És l'única pel·lícula de la franquícia que no va ser nominada a l'Oscar als millors efectes visuals; tot i ser-ho al millor maquillatge, el qual va perdre davant de Les Cròniques de Nàrnia: el lleó, la bruixa i l'armari. No obstant això, va guanyar a la millor pel·lícula i la millor pel·lícula dramàtica en els People's Choice Awards, la millor pel·lícula de Hollywood de l'any de la Hollywood Film Festival, els Premis Empire i els Teen Choice Awards. També va ser nominada a la millor banda sonora en els Premis Grammy.
Igual que en totes les pel·lícules de la trilogia original, La venjança del Sith va guanyar el premi Saturn a la millor pel·lícula de ciència-ficció. Willimas va tornar a guanyar a la millor banda sonora. La pel·lícula va ser nominada a deu premis Saturn, incloent-hi: millor director, millor guió, millor actor (per Hayden Christensen), millor actriu (Natalie Portman) i millor actor secundari (Ian Mcdiarmid).
La pel·lícula va tenir la menor nominació de Golden Raspberry de la trilogia preqüela: només una, per Christensen com a pitjor actor secundari, el qual va guanyar. (The Phantom Menace i L'atac dels clons van rebre 7 nominacions i van guanyar un i dos respectivament). L'únic Raspberry al qual no ha estat nominada cap pel·lícula ha estat a la pitjor pel·lícula. Christensen va guanyar en els premis MTV movie al millor vilà.

## Al·lusions
Al llarg de La venjança dels Sith, Lucas fa referència a una àmplia gamma de pel·lícules i altres fons, com polítics, militars i personatges mitològics per millorar l'impacte de la seva història. Potser, a la que se li va donar una major cobertura va ser a la frase d'Anakin a Obi-Wan: "Si no estàs amb mi, llavors ets el meu enemic". Malgrat la insistència de Lucas en negar-ho, The Seattle Times va concloure: "Sense nomenar [el president George W.] Bush o la Llei Patriota, és del tot inconfusible, no importa quines siguin les seves pròpies polítiques".
McDiarmid, Lucas i altres van dir que el viatge d'Anakin al costat fosc era com el de Faust en fer un pacte amb el diable per tal d'obtenir guanys a curt termini. Per a la meitat de la pel·lícula es veuen un parell d'escenes on Anakin al temple jedi i Padmé al seu apartament estan pensant un en l'altre. Aquesta posada en escena és una emulació de la pel·lícula La llavor del diable de Roman Polanski, on el marit acaba fent un pacte amb el diable.

## Banda sonora
La banda sonora es va posar a la venda per part de Sony Classical el 3 de maig de 2005, més de dues setmanes abans de l'estrena de la pel·lícula. Va ser composta per John Williams (que ja havia compost la música de totes les altres entregues), orquestrada per l'Orquestra Simfònica de Londres i cantada per la London Voice. Un vídeo musical anomenat A Hero Falls va ser creat pel tema principal, Battle of the Heroes, conté imatges de la pel·lícula i està entre els extres del DVD.
La banda sonora també està disponible en la versió en DVD per a col·leccionistes, sota el nom Star Wars: A Musical Journey. El DVD, editat per McDiarmid, conté 16 vídeos musicals de les sis pel·lícules remasteritzades, ordenades cronològicament. Aquest àlbum va ser triat com un Top 100 Editors d'Amazon.com el 2005 (# 83).

## Novel·lització
Una novel·lització de la pel·lícula va ser escrita per Matthew Stove. Inclou molts diàlegs del film, entre els quals hi ha una conversa entre el comte Dooku i Darth Sidious, on el lector descobreix que Palpatine menteix a Dooku sobre el destí de l'Imperi. Un altre exemple seria entre Mace Windu i Obi-Wan on Kenobi expressa els seus dubtes sobre la batalla amb el general Grievous. Inclou un gran nombre de referències a la trilogia original. Per exemple, durant la batalla de Coruscant, l'Anakin és el Vermell 5, el mateix nom que té Luke durant la batalla d'Una nova esperança, una altra referència és que la capital de la República està comandada pel capità de coberta Lorth Needa, qui es convertirà en el capità Needa a L'Imperi contraataca. A més a més, la pressa del temple jedi és molt més violenta i s'explica d'una forma molt més gràfica que en la versió cinematogràfica.
Certs elements que no apareixen en la pel·lícula són narrats al llarg de la novel·la, com el gran nombre de discussions entre Anakin i Palpatine i com el segon diu que Darth Plagueis era el seu mestre; en la pel·lícula, aquest personatge amb prou feines es menciona. Addicionalment, en el llibre es revela que un dels principals motius de la caiguda al costat fosc de l'Anakin és el no poder ser mestre jedi, ja que només ells tenen accés als holocroms dels arxius del temps, on creu que podrà obtenir informació per prevenir la mort de la Padmé.

## Videojoc
Un videojoc basat en la pel·lícula es va posar a la venda el 5 de maig de 2005, dues setmanes abans de l'estrena de la pel·lícula. El joc segueix en gran part la trama argumental. No obstant això, hi ha escenes eliminades i d'altre creades pel joc. L'estil se centra especialment en les lluites d'espases làsers, tant amb l'Obi-Wan com amb l'Anakin. Conté la modalitat multijugador, dins del qual es pot jugar tant en format Vs com en cooperatiu. En la primera modalitat, els dos jugadors lluiten entre si en un combat amb espases làsers a mort. En la segona, els dos jugadors s'enfronten amb onades d'enemics cada vegada més poderosos. Un cop es passa el joc, pot realitzar una nova pantalla amb un final alternatiu on Anakin guanya a Obi-wan i es converteix en emperador.